# Grand Theft Auto 2
Grand Theft Auto 2 (GTA2) je akcijska videoigra iz GTA serijala, proizvođača DMA Designa, koja je međunarodno izdana 22. listopada 1999.; prvotno za Windows i PlayStation konzole. Igra je kasnije portirana na Dreamcast i Game Boy Color. Igra je nastavak popularne videoigre Grand Theft Auto iz 1997. PC i Dreamcast GTA2verzije su obilježene za starije od 17 godina. Psovanja i nasilje su smanjeni u PlayStation i Game Boy Color verzijama, pa su označena za starije od 13 godina. Rockstar je omogućio puni download igre na svojoj službenoj stranici.
GTA2 je nasljednik Grand Theft Auta 1, te prethodnik igre Grand Theft Auto III.

## Mjesto radnje
Radnja GTA 2 je smještena u gradu, u igri zvanom "Anywhere, USA" ("Svugdje, SAD"), ali vodič kroz igru, kao i službena web-stranica koriste izraz: "tri tjedna u budućnosti"; što je sugestija da se radnja odvija u 2013. godini. Radijski voditelj Johnny Riccaro objašnjava da "dolazi novo tisućljeće", pa je radnja igre smještena malo prije 2000. godine. Glavni lik igre naziva se Claude Speed.
Grad je podijeljen u tri razine, zvane distrikti. Prva razina, centar grada, je središte poslovnih aktivnosti i mjesto velikih mentalnih i sveučilišnih institucija. Druga razina, stambeni distrikt, sastoji se od zatvora, parka, bara s temom Elvisa, robne kuće i velike hidroelektrane. Treća i zadnja razina, industrijski distrikt, sastoji se od gradske luke, tvornice mesa, nuklearne elektrane i Krišna hram.
Ukupno je sedam kriminalnih bandi u igri: korupcijska korporacija "Zaibatsu", zatim "Loonies", banda metalno bolenih, i "Jakuze". U stambenoj zoni djeluju "SRS Scientists" i "Rednecks", koji nose američke konfederalne zastave. Ruska mafija i Hare Krišna djeluju u industrijskoj zoni. Svaka banda ima svoje posebne karakteristike, automobile, i ponašanje.
Igra je na PC verziji dostupna u dva načina, podne ili predvečerje. U opciji podne, igra je svjetlija i vidljivije. U opciji predvečerje, igra je nešto tamnija, s nekoliko dinamičkih svjetala od eksplozija i automobilskih svjetala. Dreamcast verzija može se igrati sama u verziji s predvečerjem. PlayStation verzija se može igrati samo u verziji s podnevom. Ova je mogućnost znatno proširenija u Grand Theft Autu III, gdje se sama vrši izmjena dana i noći.

## Igra
GTA2 je zadržala sličnost s prvim GTA-om, kao i "formule" za krađu automobila i razgovor na telefonu. Igrač ima mogućnost istraživanja gradova pješačenjem ili s automobilom. Cilj je postići što više bodova. Da bi se cilj postigao, igrač mora prolaziti razine. Izvršavanje zadataka daje bodove igraču najviše od svih ostalih mogućih načina, iako nisu bitni za dovršetak igre.
Nova mogućnost uvedena u GTA2 je odrađivanje zadataka / misija za različite bande, a u svakoj se razini pojavljuju dvije nove bande, i jedna koja je prisutna u svim razinama. Djelovanje u jednoj bandi može prouzročiti gubitak određenog statusa u drugoj bandi. U prvoj igri, GTA, u lovu na zločinca sudjelovala je samo lokalna policija. U GTA2, uveden je SWAT (4 zvjezdice) u centru grada, specijalni agenti (5 zvjezdica) u stambenom distriktu, te vojska (6 zvjezdica) u industrijskom distriktu. Ovi dodaci u provođenju zakona prate igrača tijekom nadogradnje iz jedne u drugu razinu. Željena razina se prikazuje ikonama policijskih glava (kasnije zvjezdicama), te raznim slikama u Windows i PlayStation verzijama.
GTA2 je unaprijedio tehniku spremanja igre, za razliku od GTA 1, koji se sprema tek na prelasku u drugi grad. U GTA2, igrač može ući u crkvu s 50.000 dolara, pa bi se javio glas: "Aleluja! Još je jedna duša spašena!". To je obavijest da je igra spremljena ("spašena", eng.: save - spremiti; spasiti) Ako bi igrač imao premalo novca, čuo bi se drukčiji glas: "Prokletstvo! Bez donacije, nema spasa!". Ove se poruke pak ne čuju u PlayStation verziji.
Ostala se poboljšanja odnose na aktivnostio grada. Prolazna vozila nisu više sporedni dio radnje, nego su važan dio igre. Nekada prolaznici i pješaci ulaze u taksije i autobuse. Igra je postala poznata zbog ponašanja likova koji ne sudjeluju u radnji. Prolaznici, članovi bandi i policajci, kao i ostali kradljivci vozila (zelena majica) i pljačkaši (crvena majica) u gradu.
Igra sadrži i ostale misije, poput vožnje taksija, autobusa, kamiona sa "skrivenim" paketima (GTA2 Badge), i "Wang" automobila. Vožnjom taksija zaradi se oko 1 dolar po sekundi. Ako vozač mirno stoji, putnici mogu odmah izaći ako žele i ne zarađuje se novac. "Wang" automobili se pojavljuju samo u drugoj razini. Svi su dobro skriveni i zahtijevaju od igrača fizičku spremnost, neki su parkirani na vrhovima zgrada. Cilj je odvesti auto u "Wang" auto-garažu. Skupljanjem svih automobila dobivaju se osam bonus-vozila. Uz ove, postojale su i druge vrste automobila.
Ovo je ujedno i prva GTA igra koja sadržu širi izbor oružja za korištenje, poredani od električnog tasera do raketnog bacača. Neka oružja sadrže "Kill Frenzy" ("ubij gnjev") zadatke kad se pokupe, a igrač mora u određenom vremenskom preiodu ubiti što više ljudi. Ako se zadatak uspješno obavi, igrač dobiva bonuse i nagrade. Ako igrač pronađe tenk i uđe u nj, također se pojavi novi "Kill Frenzy" zadatak.
PlayStation verzija Grand Theft Auta 2 je ublažena za razliku od PC verzije, s manjim uvjetima za ubijanje ljudi u zadacima. Novost je i ekplozija automobila, koja nastaje ubijanjem određenog broja članova bande. Također je jedna misija izmijenjena.
Kao i u prvom Grand Theft Autu i Grand Theft Auto: London, 1969, igrač dobiva bonuse kad s automobilom gazi pješake bez kočenja ili zaustavljanja. Često se na ulici nađu imitatori Elvisa Presleyja, čija se smrt nagrađuje velikim novčanim bonusom, i riječima "Elvis has left the building".
Multiplayer opcija nije optimizirana, i nije široko korištena. Mogućnosti igranja bile su: Deathmatch, Team Deathmatch, Tag, Race. Iako je zbog zastajenja često nedustupna, može se igrati preko interneta. U PC, PS, Dreamcast verzijama nalaze se vlakovi u igri, iako se samo u PC i DC verzijama može voziti.

## Bande
Vidi još: Popis bandi u Grand Theft Auto serijalu
Grand Theft Auto 2 sadrži sedam različitih bandi, u svakoj se razini pojavljuju po tri bande. Zaibatsu banda se nalazi u svim razinama, s još dvije bande. Gradske bande dostupne u GTA2 su:
- Zaibatsu korporacija (znak: žuto 'Z') - Pojavljuju se u sva tri distrikta grada, i naizgled su legitimna tvrtka koja proizvodi sve, od automobila i oružja do lijekova, ali su najaktivniji u proizvodnji narkotika. Nijhov automobil, zvan 'Z-Type', je drugi najbrži auto dostupan. Zaibatsu vodi najmanje trojica vođa: Trey Welsh u komercijalnom distriktu, Red Valdez u stambenom distriktu, i Uno Carb u industrijskoj zoni grada. Boja bande je crna. U svim dijelovima grada, njihov je prostor prepoznatljiv po velikom crvenom 'Z' obješenom na zgradama. Oni također imaju najbolja oružja od svih bandi. Ime su dobili po riječi 'zaibatsu', što na japanskom znači konglomerat.
- Loonies (znak: namignuti smajlić) - Nalaze se samo u prvoj razini i priličnno su ludi i jako nasilni jer svi zadaci povezani s njima uključuju ubijanje, uništavanje i sl. Njihov automobil Dementia, je zelene boje s njihovim znakom na vrhu. Njihov manji klan u susjedstvu zvan "SunnySide" je napravljen za mentalno bolesne osobe, a ime je dobio po mentalnoj instituciji u Montrosu u Škotskoj, pokraj Dundeeja, gdje je i sama igra nastala. Njihov vođa/šef je Elmo, koji se igraču obraća kao 'Jumbo'. Koriste kiruršku zelenu boju kao boju bande.
- Jakuze (znak: plavi yen '¥') - Oni se također pojavljuju samo u prvoj razini. Proizvode drogu u takozvanom J-Labu, koji je stalno meta napada "Looniesa". Njihov vođa je Johnny Zoo, koji se igraču predstavlja kao 'Kosai'. Dubokoplava je njihova boja, a automobil je Y-tip, poznat i kao 'Miara'. Sjedište bande je u komercijalnom distriktu, kao i J-Lab, te ostale građevine u blizini.
- SRS Scientists (znak: zlatni štit) - Nalaze se u stambenom distriktu, a radi se potajnim istražiteljima sa sumnjivim praksama. Njihov je posao proizvodnja oružja zajedno s kloniranjem, genetičkim inženjeringom i robotikom. Njihov vođa, Dr. LaBrat, je islanđanin, a svi su članovi bande su genetički klonirani. LaBrat se igraču obraća kao 'THC-303'. Automobil bande zove se 'Meteor' i najbrži je automobil od ostalih. Njihovo je sjedište znanstveni istraživački centar, kamp s profesionalnom znanstvenom opremom. Boja koju banda koristi je svjetlo-zlatna.
- Rednecks (znak: konfederalna zastava) - Pojavljuju se u drugoj razini, vođa bande je Billy Bob Bean, a veliki su obožavatelji Elvisa Presleyja, i specijalizirani za eksplozive i vozila. Njihovo vozilo je kamion, a nalaze se u kamp-prikolici na sjeverozapadu stambenog distrikta. Boja koju koriste je svjetloplava.
- Ruska mafija (znak: crvena zvijezda) - Nalaze se u trećoj razini, u industrijskom distriktu i sprecijalizirani su za plaćena ubojstva i krijumčarenje oružja. Njihov auto je 'Bulwark', karavan i najizdržljivije vozilo bande od svih ostalih, mogao je izdržati udare raketnog bacača i molotovljeva koktela. Nalaze se uz luke. Njihov šef je Jerkov, a igraču se predstavlja kao 'Comrade'. Boja bande je crvena.
- Hare Krišna (znak: narančasti cvijet) - Nalaze se također u zadnjoj, trećoj razini, a njihovo vozilo, Karma Bus, je veliki "ljubavni" autobus ukrašen cvijećem. Krišne se nalaze u svojim hramovima. Njihov vođa je Sunbeam, koji se predtavlja igraču kao 'Grasshopper'. Narančasta je njihova boja, a učestalo ponavljaju svoje pretvorbe. Vodič kroz GTA2 navodi da je njihov kriminal baziran potpuno na krađama i uništavanjem tehnologije, jer su uvijek gaženi s automobilima (u prvom Grand Theft Autu, dodatni bonus bio je nihovo gaženje automobilom).

## GTA2: The Movie
U uvodnom videozapisu videoigre spojeni su akcijski videoisječci, a za njezinu reklamu osmišljen je i osmominutni film. Film se može besplatno preuzeti sa službene web-stranice Rockstar Gamesa. Clauda Speeda (protagonist igre) u filmu glumi Scott Maslen. Maslen također glumi DS. Phila Huntera u filmu The Bill, kao i Jacka Branninga u sapunici EastEnders.
Kratki film prikazuje ubojstvo Clauda (hicem od strane Zaibatsu plaćenog ubojice). Snimljen je u New Yorku 1999. godine s World Trade Centrom (prije-9/11) u pozadini, umjesto fiktivnog grada u budućnosti. Film prikazuje i bijelo-plavog newyorškog policijskog automobila Chevrolet Caprice, kao i crnog BMW E39 528i, kojeg vozi Claude, a kasnije je obojen u bijelo. 

## Glazba
Svaki dio grada sadrži pet radio-stanica, koje se čuju dok igrač vozi automobil. Mijenjanje radio-stanice je bilo dostupno u Microsoft Windows verziji, korištenjem "F1" tipke, ali i na PlayStation verziji pomoću tipke "gore". Head Radio se nalazio i u prvom GTA, Grand Theft Auto III i Grand Theft Auto: Liberty City Stories. Svaka banda u igri ima svoju radio-stanicu. Policijski automobili, hitne pomoći, vatrogasni kamioni i tenkovi jedino ne mogiu puštati radio-stanice. Umjesto toga, sadrže radio prjenosnike.

## Vanjske poveznice
- Službena stranica
- Grand Theft Auto i Grand Theft Auto 2 Download
- GTA2: The Movie